# HMS Spearfish (69S)
«Сперфіш» (19S) (англ. HMS Spearfish (69S) — військовий корабель, підводний човен першої партії типу «S» Королівського військово-морського флоту Великої Британії часів Другої світової війни.

## Історія створення
Підводний човен «Сперфіш» був закладений 23 травня 1935 року на верфі компанії Cammell Laird у Беркенгед. 21 квітня 1936 року він був спущений на воду, а 11 грудня 1937 року увійшов до складу Королівських ВМС Великої Британії.

## Історія служби
23 серпня 1939 року, напередодні початку Другої світової війни, 2-га британська флотилія підводних човнів у складі «Сіхорс», «Старфіш», «Старжен», «Сордфіш», «Сперфіш», «Стерлет», «Сівулф», «Окслі», «Тріумф», «Тритон», «Тісл» і «Санфіш» вирушили на свою військову базу в Данді, а британська 6-та флотилія підводних човнів «Андін», «Юніті», «Урсула», «L26», «L27» і «H32» передислокувалися до Блайта. 24 серпня Британське адміралтейство відправило п'ять підводних човнів 2-ї флотилії на позиції патрулювання між Шетландськими островами та Обрестадом, щоб перешкодити ймовірному прориву німецьких рейдерів; але вони вже пройшли лінію перехоплення й вийшли на визначені позиції.
24 вересня 1939 року «Сперфіш» був сильно пошкоджений німецькими військовими кораблями біля данського Горнс-Ріф. Човну вдалося врятуватися, незважаючи на те, що він не міг зануритися. Операцію з порятунку постраждалого британського підводного човна провели сили британського Домашнього Флоту, до яких зокрема входили авіаносець «Арк Роял» та лінкор «Нельсон». При проведенні операції британців атакували бомбардувальники Ju 88 30-ї бомбардувальної ескадри Люфтваффе, внаслідок чого бомба завдала незначного збитку лінійному крейсеру «Худ». 26 вересня субмарина благополучно дісталася Росайта, а ремонт був завершений на початку березня 1940 року.
11 квітня 1940 року під час патрулювання в Каттегаті «Сперфіш» торпедував та пошкодив німецький важкий крейсер «Лютцов», що повертався від норвезьких берегів, вивівши її з ладу більше ніж на рік.
31 липня 1940 року британський підводний човен вийшов з Росайта. Наступного дня він був уражений однією торпедою німецького підводного човна U-34 під командуванням капітан-лейтенанта Вільгельма Роллманна і затонув приблизно в 130 морських милях на північний схід від Абердина, Шотландія. U-34 врятував єдиного вижилого з «Сперфіша».